# Giudecca (piroscafo)
Il Giudecca è stato un piroscafo di proprietà dell'ACNIL (l'azienda pubblica di navigazione veneziana), che serviva la rotta Chioggia-Venezia. Il 13 ottobre 1944 fu bombardato ed affondato da aerei alleati.

## L'affondamento
Il 13 ottobre, dopo aver rinunciato alla corsa delle 10:30 a causa di un allarme per un possibile attacco aereo, il Giudecca salpò da Chioggia per la successiva corsa delle 12:30.
Il numero di passeggeri è incerto, sicuramente oltre 200; altre fonti parlano di 400.
Secondo la testimonianza di uno dei sopravvissuti, a bordo erano presenti alcuni militari italiani, tra cui un caporale della contraerea, ed almeno una dozzina di tedeschi.
All'altezza di Pellestrina, la nave fu attaccata da aerei alleati. Dopo un primo mitragliamento, la nave fu centrata da almeno tre bombe. La prima colpì la cabina, le altre due la prua e la sala macchine. 
Le schegge lanciate dall'esplosione arrivarono a danneggiare gli edifici del vicino abitato di Ognissanti.
Una quarta bomba colpì una barca che navigava nei pressi del piroscafo, causando ulteriori vittime.
I soccorsi si attivarono appena giunta la notizia e, alle 13:30, da Venezia partirono tre battelli dell'ACNIL e dell'UNPA, i vigili del fuoco ed alcune squadre dei Servizi lagunari del Comando tedesco. I tre battelli rientrarono a Riva degli Schiavoni alle 19, trasportando una cinquantina dei feriti più gravi; di questi, alcuni periranno durante il trasporto.
Le salme recuperate furono 67, non tutte identificate. Il numero complessivo di vittime è incerto, in quanto l'unica lista presente a bordo era quella dei membri dell'equipaggio.
Nel conto dei morti non figurano le vittime tedesche, le cui salme, secondo alcuni testimoni presenti, furono requisite, quasi immediatamente dopo il recupero, da militari loro connazionali e portate via in barca.
Una targa è stata posta in memoria dell'evento e ogni anno è effettuata una commemorazione.